# Carlos Tenaud N.º 2
 Carlos Tenaud N.º 2 fue un club de fútbol, del distrito de Lima. A su vez, fundador de la Liga Peruana de Fútbol.

## Historia
El Carlos Tenaud N.º 2 es un club del Cercado de Lima, Departamento de Lima, del Perú. Fue el segundo equipo en usar el nombre de Carlos Tenaud Pomar, héroe y aviador civil peruano. 
Carlos Tenaud N.º 2 de Lima fue uno de los varios equipos limeños, en fundar e integrar la Liga Peruana de Fútbol de 1912, organizado por el  Miraflores Sporting Club. Integró la Segunda División del Perú de 1912 y desde entonces no logró ascender a la Primera División.

## Nota de clubes No Relacionados
Los clubes Carlos Tenaud N°1 y Carlos Tenaud Nº2, estaban conformados por estudiantes y trabajadores de la época. Por lo tanto la numeración se dio para diferenciar ambos clubes.Sin embargo, ambos equipos tenían una administración y organización propia. No guarda relación alguna. 

### Club Carlos Tenaud del Callao
- Adicionalmente existió en el Callao, el club Carlos Tenaud (también denominado Carlos Tenaud N°3). El equipo chalaco logró ascender y participar a la división intermedia de 1926. El club no guarda relación alguna, con los equipos limeños primarios.

### Sport Carlos Tenaud
- En 1921, en Trujillo, Departamento de la Libertad, se funda el equipo de fútbol Sport Carlos Tenaud. Hasta la fecha el club continua participando en su liga de origen, en el sistema de la Copa Perú.